# Stazione di Kyōbashi (Osaka)
La stazione di Kyōbashi (京橋駅?, Kyōbashi-eki) è una delle maggiori stazioni della parte nord-orientale della linea Circolare di Ōsaka, nonché nodo di interscambio per la metropolitana e le Ferrovie Keihan, che possiedono una loro stazione in comunicazione con quella delle ferrovie JR.

## Linee

### Treni
- JR West
  - Linea Katamachi
  - Linea Circolare di Ōsaka
  - Linea JR Tōzai
- Ferrovie Keihan
  - Linea principale Keihan

### Metropolitane
- Metropolitana di Osaka
  - Linea Nagahori Tsurumi-ryokuchi